# Casa Mühle
Casa Mühle este o vilă din Timișoara, care a aparținut familiei de florari Mühle. Împreună cu clădirile de pe bulevardul Mihai Viteazu nr. 26 și 28 face parte din Ansamblul urban „Bd. Mihai Viteazul”, monument istoric din LMI, cod TM-II-a-B-06110. După 2010 vila a generat numeroase controverse în care au fost implicate primăria și Consiliul Județean.

## Istoric
Vila este situată aproape de centrul orașului, pe bd. Mihai Viteazu, la intersecția cu bd. Victor Babeș. Construită în secolul al XIX-lea, în jurul anilor 1866–1868, a fost cumpărată în 1878, împreună cu terenurile din jur, de florarul Wilhelm Mühle (1844–1908) și a aparținut apoi fiului său, arhitectul peisagist Árpád Mühle (1870–1930). Vila era înconjurată de o imensă grădină de flori, fiind considerată una dintre cele mai frumoase proprietăți din Timișoara.
După al Doilea Război Mondial într-o parte a ei au locuit urmașii lui Wilhelm Mühle. Ultimul urmaș, strănepoata florarului, a emigrat în Germania prin 1992, iar la plecare a donat o mulțime de obiecte, diplome, acte, statuete, pentru un viitor muzeu al trandafirilor. Restul vilei a fost preluată de ICRAL și repartizată diferitelor persoane. Ultimul chiriaș, un fost ofițer de Securitate, a obținut pentru o sumă derizorie, de circa 10 000 EUR, o parte din vilă beneficiind de prevederile legii 112/1995 privind reglementarea situației juridice a unor imobile cu destinația de locuințe, trecute în proprietatea statului. Deși legea prevedea că imobilul nu putea fi înstrăinat o perioadă de 10 ani de la obținere, proprietarul l-a vândut în jurul anului 2000, înainte de termen, fără ca primăria să-și fi exercitat dreptul de preemțiune, și fără să existe o hotărâre a Consiliului Local, cum prevedea legea 422/2001 în cazul vânzării clădirilor aflate pe Lista Monumentelor Istorice. Cei interesați s-o cumpere au fost familia de romi Cârpaci. Aceștia au obținut și restul proprietății pe cale judecătorească și intenționau s-o transforme într-o reședință cu profil specific. În acest scop, în 2004 s-a solicitat o autorizație de construcție pentru modificările avute în vedere, obținându-se certificatul de urbanism, însă arhitectul șef al Timișoarei din acel moment, Radu Radoslav, nu a fost de acord cu modificările respective.
O primă autorizație de intervenție asupra imobilului a fost obținută în iulie 2006, după schimbarea, în aprilie, a lui Radu Radoslav cu Sorin Ciurariu. Autorizația a fost obținută prin intermediul firmei de construcții MG Building Design, patronată de Cristian George Ciuhandu, fiul primarului Gheorghe Ciuhandu, firmă a cărei director comercial era Ana Maria Ciuhandu, soția primarului, și din acționariatul căreia făcea parte Sorin Cristian Costache, reprezentantul PNȚCD în Consiliul de Administrație al Administrației Domeniului Public din Timișoara. Beneficiarul autorizației a fost Ionel Cârpaci. Însă această autorizație a expirat fără ca lucrările să fi început.
Între timp, Andrei Petrișor, consilier local, a intenționat și el să obțină vila, împrumutând familia de romi cu 500 000 EUR, casa Mühle fiind ipotecată drept garanție. Însă la 23 mai 2011 ipoteca a fost radiată în urma unei declarații notariale că împrumuturile au fost restituite. La 24 mai proprietatea a fost vândută cu valoarea declarată de circa 100 000 EUR.
lui Ionelaș Cârpaci. Acesta a solicitat o nouă autorizație de construcție, motivând prin necesitatea reabilitării clădirii. Autorizația de construcție, nr. 985/05.07.2012, prevedea „lucrări de restaurații, reparații generale, modificări interioare și exterioare prin consolidări, extinderea casei scării și extinderea clădirii pe fațada posterioară cu 3,85 metri în scopul reîntregirii fațadelor în mod unitar, cu păstrarea arhitecturii existente, amenajare de mansardă în podul existent cu păstrarea cotei existente la cornișă și păstrarea caracterului arhitectural existent, refuncționalizare și recompartimentare parțială a clădirii la subsol, parter și mansardă și amenajarea unui bazin la demisol”. Însă lucrările au început cu înlăturarea tencuielii și a acoperișului, apărând semne de înălțare a clădirii, fapte care nu corespundeau cu autorizația obținută. Poliția s-a autosesizat și a deschis un dosar penal, atât pentru nerespectarea prevederilor autorizației, cât și pentru faptul că firma care efectua lucrările nu era autorizată să execute lucrări la clădiri de patrimoniu. Simultan, în urma unui control făcut de Direcția pentru Cultură, Culte și Patrimoniu și Inspectoratul de Stat în Construcții, constatând că „modul în care se execută lucrările de restaurare nu respectă procedurile impuse de o intervenție la o clădire de patrimoniu”, în 25 mai 2012 Primăria Municipiului Timișoara, prin Instituția Arhitectului Șef, a dispus sistarea lucrărilor. Actual casa este proprietatea familiei Stancu și a moștenitorului Ion Nelson Mihai.

## Mersul lucrărilor
Deși exista autorizația de restaurare, lucrările n-au fost reluate. Lipsită de acoperiș și tencuială o iarnă, clădirea a fost supusă timp de o săptămână unor ploi puternice, fiind evident că se va degrada. Locuitorii Timișoarei, apreciind că este vorba de fapt de o demolare, s-au sesizat și au organizat proteste. Motivul este că locuitorii consideră că, prin cultivarea de către Wilhelm Mühle a peste 1400 de soiuri de trandafiri și crearea unor soiuri noi, familia Mühle a adus Timișoarei denumirea de „oraș al florilor”. Tot familia Mühle a donat orașului cele 8 hectare de teren pe care s-au construit clădirile Universității Politehnica Timișoara, teren care forma grădinile lor de flori, motive pentru care Casa Mühle este văzută ca un simbol al orașului, iar locuitorii Timișoarei doresc să fie păstrată ca atare.
La proteste a participat și Comitetul civic pentru patrimoniul urban al Timișoarei, un grup informal, care a declarat că „unii proprietari cer autorizații pentru lucrări minore («mansardări», «consolidari» etc.) și, cu acordul tacit al autorităților, peste noapte, hoțește și banditește, dărâmă pur și simplu monumente irecuperabile ale patrimoniului și ale istoriei timișorene”.
Primarul Nicolae Robu a declarat că „Acolo s-a lucrat parșiv. Au fost învățați cum pot degrada clădirea, să obțină apoi o expertiză că nu mai poate fi refăcută. Am convingerea că acesta a fost modul de abordare. Indignarea este cu atât mai mare. Nu este caz singular. Este picătura care a făcut să se reverse un pahar, că în Timișoara țiganii au pus mâna pe case extrem de importante, imobile cu care Timișoara se mândrea”.
Importanța Casei Mühle a fost recunoscută de autorități, mai ales în contextul candidaturii Timișoarei la statutul de Capitală Europeană a Culturii. În urma protestelor și demersurilor primăria a obținut o ordonanță prezidențială prin care proprietarii au fost obligați să conserve clădirea, ordonanță la care proprietarii s-au conformat pentru a nu oferi argumente pentru expropriere.

## Soluții
Pentru satisfacerea opiniei publice există soluțiile de cumpărare a imobilului de către primărie, sau de expropriere în interes public. În ambele cazuri este nevoie de justificare, printr-o propunere vizând destinația proprietății. Propunerea vehiculată este de Muzeu al Rozelor și Casă Memorială Mühle. Ambele soluții sunt acceptate de proprietari, cu condiția obținerii unei compensații care să-i satisfacă.
Prețul proprietății, evaluate de primărie este de circa 500 000 EUR, din care construcția propriu-zisă doar circa 30–40 000 EUR. Proprietarii evaluează proprietatea între 1 milion și 1,5 milioane de EUR, sumă considerată inacceptabilă de primărie. În urma acțiunii în justiție a Asociației ProDomo și primăriei există o hotărâre judecătorească care obligă proprietarii să aducă clădirea în starea dinainte de lucrările efectuate pe baza autorizației 985/05.07.2011, scop în care a fost eliberată autorizația nr. 674/01.03.2016, având ca obiect „Reconstruire clădire prin aducerea la starea inițială, înainte de A[utorizația de].C[onstrucție]. nr. 985/05.07.2011”, beneficiar Stancu Mirela, însă hotărârea a fost atacată prin recurs la tribunal, unde recursul a fost admis. Primăria și Asociația ProDomo au făcut și ele recurs la această sentință la Curtea de Apel, care a trimis cazul la tribunal spre rejudecare. Sentința tribunalului a fost de respingere a recursului familiei Stancu, iar recursul lui Ion Nelson Mihai la Curtea de Apel a fost respins în 20 decembrie 2016, rămânând definitivă prima sentință, de aducere a imobilului în starea dinainte de începerea lucrărilor. Sentința este o premieră în România pentru cazuri similare.
Nici Consiliul Județean nu a fost de acord să cumpere proprietatea la prețul de 2,5 milioane de EUR, cât a solicitat Ionel Stancu.
O eventuală expropriere se bazează pe legea 422/2001, în baza cererii Ministerului Culturii, prin Consiliul Județean Timiș. Proiectul a fost susținut de Marius Marinescu, căruia i s-a opus însă Titu Bojin, în acel moment președinte al Consiliului Județean, declarând că primăria este cea care ar trebui să se ocupe, mai ales că există procese pe rol, iar propunerea nu a trecut la vot. Totuși, Daniel Vighi, președintele Asociației Ariergarda, care s-a implicat în acțiunile de protest, consideră că asta ar fi cea mai bună soluție.
La sfârșitul anului 2016 Casa Mühle stătea în continuare în paragină. Termenul cerut pentru readucerea în starea inițială este de un an.Conform legislației adoptate recent, în caz de neconformare primăria va putea interveni și reface casa pe cheltuiala proprietarilor.

## Refacerea casei
Întrucât sentința definitivă de aducere a imobilului în starea inițială nu a fost pusă în aplicare, în 2018 primăria Timișoarei a început demersurile pentru exacutarea silită a proprietarului. Acesta a obținut în august 2019 autorizația de construire pentru „aducerea la starea inițială conform sentinței civile nr. 9531”, însă nu a început lucrările în 2012, fapt pentru care Tribunalul Timiș a obligat proprietarul să plătească primariei 19 000 de euro pentru că timp de 2 ani nu a făcut nicio lucrare la vilă, deși avea aceasta obligație. Lucrările au început abia în primăvara lui 2020. Până în 2021 s-a refăcut acoperișul casei în stilul original.
Se speră ca în clădire să funcționeze Muzeul Mühle, exponatele care urmează să fie expuse fiind prezentate la „Casa cu iederă”.